# Сајентологија
Сајентологија (енгл. Scientology) је скуп веровања и учења које је 1952. створио писац научне фантастике Л. Рон Хабард као наследника његовог ранијег учења о самопомоћи званог дијанетика (Дијанетика: Модерна наука о менталном здрављу). Хабард је описао сајентологију као религију. Године 1953. је у Њу Џерзију основао Сајентолошку цркву. Једном приликом изјавио је: „Оснивање религије је одличан начин да се обогатиш!”. Чувена изрека оснивача сајентологије „Желиш да се обогатиш — оснуј религију!” се више пута обистинила.
Сајентологија учи да су људи бесмртна духовна бића која су заборавила своју праву природу. Њен метод духовне рехабилитације је врста саветовања знана као аудиција, у којој извођачи покушавају да свесно поново доживе болне или трауматске догађање из своје прошлости, како би „се ослободили њихових ограничавајућих ефеката”. Материјали за проучавање и курсеви аудиције су доступни члановима у заузврат за специјалне донације. Сајентологија је, као законски призната религија, изузета од плаћања пореза у Сједињеним Државама и неким другим државама, а Сајентолошка црква истиче ово као доказ да је она добронамерна религија. У другим државама попут Немачке, Француске и Уједињеном Краљевству, сајентологија нема такав верски статус.
Основна начела сајентологије су:
- Човек је бесмртно духовно биће.
- Човекова искуства иду много дубље од живота, а човекова способност неограничена, чак и ако човек тога није тренутно свестан.
- Човек је у основи добар. Он тежи да опстане. Његов опстанак зависи од њега самог, његових ближњих и његовом постизању јединства са универзумом.

Сајентологија човека зове тетан (од грчког слова тета, што значи мисао, живот или дух). Овај термин се користи да би се избегло мешање са другим концептима душе. Тетан је сама особа — духовно биће које није телесно одвојено од човека, већ је сам човек тетан.
Сајентологија је окружена контроверзама још од свог настанка. Она је често називана култом који финансијски и на друге начине злоупотребљава своје чланове, наплаћујући прекомерне суме новца за своје духовне услуге. Сајентолошка црква је упорно користила судске поступке против својих критичара, а њена агресивност у прогону својих непријатеља је осуђена као шиканирање. Следећа контроверза тиче се на сајентолошком веровању да се душе (тетани) реинкарнишу и да су живеле на другим планетама пре доласка на Земљу. Бивши чланови Сајентолошке цркве тврде да се неки Хабардови списи о ванземаљској прошлости, укључујући и члановима Виших нивоа, не откривају члановима све док не плате на хиљаде долара Сајентолошкој цркви. Још једна контроверзно веровање сајентолога је да је психијатрија деструктивна и изопачена и да се мора укинути.
Сajeнтологиja je у Србији звaнично присутнa од 1995. годинe и ту рaдe кaо одрeђeнa друштвa грaђaнa коja држe курсeвe о мeнтaлним и духовним учeњимa кaо што су „Дијанeтикa”, „Aнaтомиja људског умa”, „Aлфa трeнинг”, „Успeх кроз комуникaцију” и „Кaко попрaвити сeбe”.

## Познати припадници
Глумци:
- Џон Траволта (John Travolta)
- Том Круз (Tom Cruise)
- Џејда Пинкет Смит (Jada Pinkett Smith)
- Керсти Али (Kirstie Alley)
- Лиа Ремини (Leah Remini)

Режисери:
- Оливер Стоун (Oliver Stone)

Музичари, певачи:
- Чик Корија (Chick Corea)
- Лиса Мари Пресли (Lisa Marie Presley)